# Вальєермосо
Вальєермосо (ісп. Vallehermoso) — муніципалітет в Іспанії, у складі автономної спільноти Канарські острови, у провінції Санта-Крус-де-Тенерифе, на острові Ла-Гомера. Населення — 3123 особи (2010).
Муніципалітет розташований на відстані близько 1840 км на південний захід від Мадрида, 100 км на захід від Санта-Крус-де-Тенерифе.
На території муніципалітету розташовані такі населені пункти: (дані про населення за 2010 рік)
- Алохера: 428 осіб
- Аргуамуль: 47 осіб
- Банда-де-лас-Росас: 130 осіб
- Лос-Бельйос: 5 осіб
- Ель-Серкадо: 181 особа
- Лос-Чапінес: 59 осіб
- Ла-Дама: 198 осіб
- Ла-Дееса: 54 особи
- Епіна: 19 осіб
- Ерке: 15 осіб
- Еркіто: 40 осіб
- Ігуалеро: 32 особи
- Лос-Лорос: 67 осіб
- Макайо: 97 осіб
- Павон: 63 особи
- Ла-Кілья: 20 осіб
- Ла-Рахіта: 0 осіб
- Роса-де-лас-П'єдрас: 91 особа
- Тамаргада: 117 осіб
- Тасо: 40 осіб
- Темокода: 11 осіб
- Вальє-Абахо: 287 осіб
- Вальєермосо: 816 осіб
- Чипуде: 192 особи
- Амбросіо: 44 особи
- Аргага: 50 осіб
- Гарабато: 20 осіб

## Демографія
Динаміка населення (INE ):

## Галерея зображень

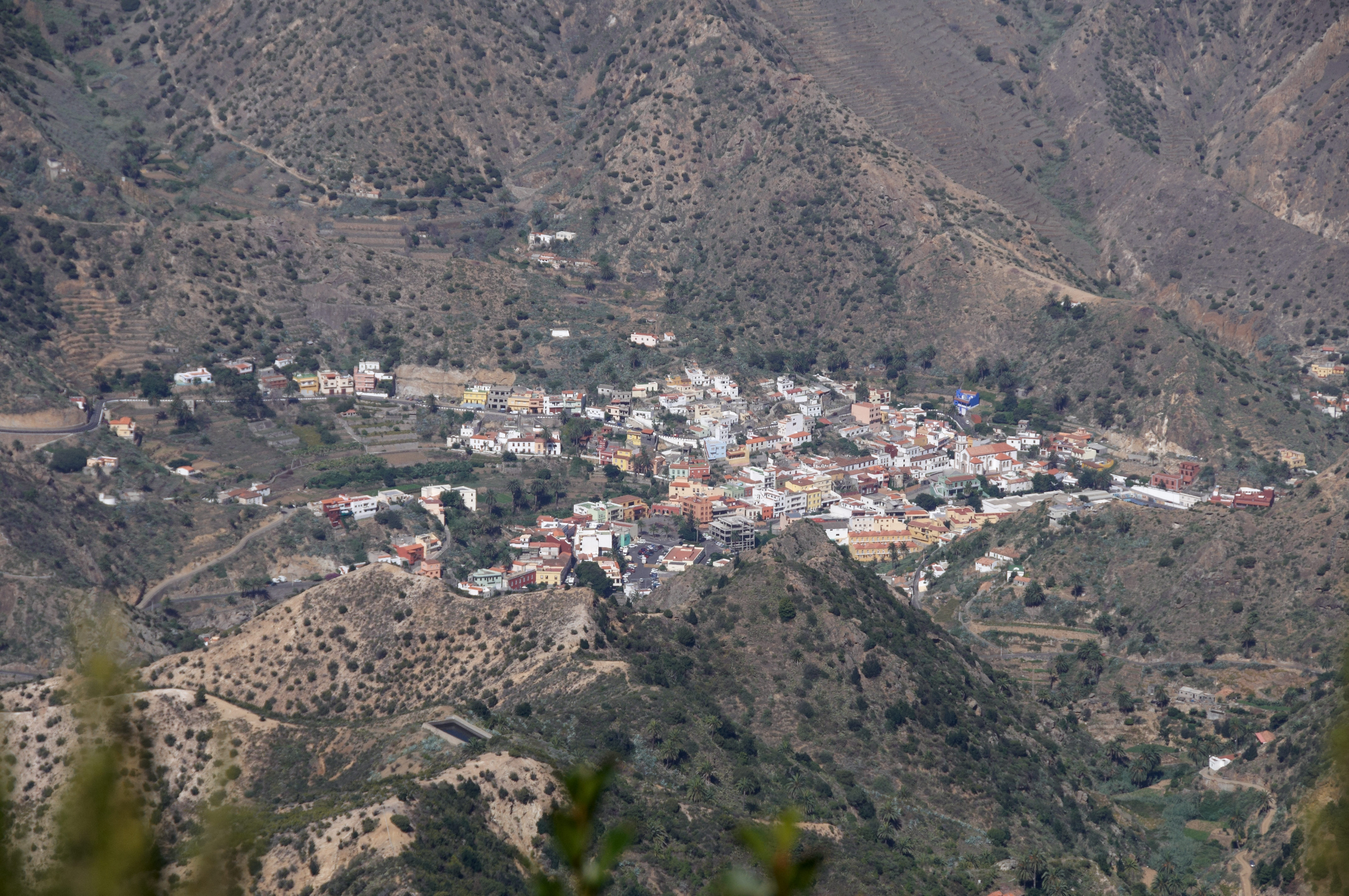
Вальєермосо